# Spiel (Spieltheorie)
Bei einem Spiel im Sinne der Spieltheorie handelt es sich um ein mathematisches Modell zur Beschreibung von Vorgängen, in denen mehrere Akteure gegenseitig die Ergebnisse ihrer Entscheidung beeinflussen. Im Unterschied zur landläufigen Bedeutung des Wortes Spiel sind damit z. B. Vorgänge der Koordination von Funkfrequenzen bei schlecht verabredeten Rettungseinsätzen eingeschlossen, sämtliche Einpersonenspiele aber ausgeschlossen. Dies hängt damit zusammen, dass sich die Spieltheorie aus der Betrachtung bestimmter Spiele heraus zu einer sehr allgemeinen Sprache für strategische Konflikte entwickelt hat. Für das Spiel im Sinn der kooperativen Spieltheorie siehe hier.

## Formalisierung
Nach John von Neumann und Oskar Morgenstern, den Begründern der mathematischen Spieltheorie, ist ein Spiel „einfach die Gesamtheit aller Regeln, die es beschreiben“. Diese Charakterisierung wird universell, sobald man den Begriff der Spielregel aus dem ursprünglichen Kontext eines Gesellschaftsspiels herauslöst und als Zusammenfassung der folgenden Angaben interpretiert:
- Die Anzahl der Mitspieler.
- Zu jedem Spielstand (Position genannt) die Angaben darüber,
  - wer am Zug ist,
  - welche Zugmöglichkeiten für den betreffenden Spieler bestehen und
  - auf Basis welcher Informationen (z. B. der Kenntnis der eigenen und der bereits ausgespielten Karten) er seine Entscheidung zu treffen hat.
- Für Endpositionen, wer wie viel gewonnen hat (der Gewinn eines Spielers wird Auszahlung genannt).
- Bei Zufallszügen, wie wahrscheinlich die möglichen Ergebnisse sind.

## Mathematische Modelle
Die Regeln eines Spiels lassen sich im Sinne eines rein mathematischen Modells durch mathematische Objekte (Zahlen, Mengen und Funktionen) beschreiben. Damit lassen sich neben den eigentlichen Gesellschaftsspielen beliebige interaktive Entscheidungsprozesse ökonomischer Art modellieren. Im Gegensatz zu Situationen, die in der klassischen Entscheidungstheorie untersucht werden, sind an Spielen mindestens zwei Entscheider (Spieler) beteiligt.
Émile Borel (1921) und John von Neumann (1928) erkannten, dass alle möglichen Entscheidungen, die ein Spieler während eines Spieles gegebenenfalls zu treffen hat, zu einem vollständigen Handlungsplan, einer sogenannten (reinen) Strategie, zusammengefasst werden können. Ohne die Möglichkeiten eines Spielers einzuschränken, kann von ihm theoretisch sogar verlangt werden, dass er seine Strategie bereits zu Beginn des Spiels geheim festlegen muss. Außerdem kann es für einen Spieler durchaus sinnvoll sein, seine Strategie nicht fest zu wählen, sondern gemäß einer von ihm festgelegten Wahrscheinlichkeitsverteilung zufällig „auszuwürfeln“ – eine solche Verfahrensweise wird gemischte Strategie genannt.
Die Spieltheorie kennt im Wesentlichen zwei Formen der mathematischen Modellierung eines Spiels:
- Die sogenannte Normalform entspricht der gedanklich denkbaren Organisation eines Spiels, bei der alle Spieler ihre Strategien zu Beginn simultan auswählen müssen, wie es beim einfachen Spiel Schere, Stein, Papier üblich ist. Ein Zwei-Personen-Spiel in Normalform lässt sich als Tabelle darstellen, wobei dies realistisch nur für sehr einfache Spiele möglich ist. Ihre Einträge sind die Auszahlungen (Gewinne) an die Spieler. Bei einem Spiel mit Zufallseinfluss enthält die Normalform Erwartungswerte.
- Dagegen wird bei einem Spiel in Extensivform der chronologische Verlauf des Spielgeschehens explizit modelliert. Die Spieler tätigen ihre Züge zu verschiedenen Zeitpunkten und kennen dabei teilweise die zuvor getätigten Spielzüge. Dabei wird jede einzelne Zugentscheidung und das beim ziehenden Spieler jeweils vorhandene Wissen über das bisherige Spielgeschehen durch mathematische Objekte modelliert. Zufällige Einflüsse werden im Modell durch Wahrscheinlichkeitsverteilungen berücksichtigt, gemäß denen ein fiktiver Spieler die betreffenden Zugentscheidungen trifft.

Ein weiteres Spielmodell ist Gegenstand der Kombinatorischen Spieltheorie. Dieses ist aber nur für spezielle Spiele verwendbar.

## Eigenschaften von Spielen
Bei der Untersuchung von Spielen sind die nachfolgend beschriebenen Eigenschaften maßgeblich:

### Nullsummen-Eigenschaft
Bei einem Nullsummenspiel ist die Summe aller Auszahlungen stets gleich 0. Im Sonderfall eines Zwei-Personen-Nullsummenspiels spricht man auch von Matrixspielen, da die Normalform als Bimatrix dargestellt werden kann: Die Zeilen entsprechen den (reinen) Strategien des ersten Spielers, die Spalten den (reinen) Strategien seines Gegners und die Matrix-Koeffizienten den Auszahlungen an den ersten Spieler beziehungsweise den Einzahlungen des zweiten Spielers. Der Gewinn des ersten Spielers ist gleich dem Verlust des zweiten Spielers.

### Perfekte Information
Bei Spielen mit perfekter Information ist jedem Spieler zum Zeitpunkt einer Entscheidung stets das vorangegangene Spielgeschehen, d. h. die zuvor getroffenen Entscheidungen seiner Mitspieler sowie die zuvor getroffenen Zufallsentscheidungen, vollständig bekannt.
Beispiele für Spiele mit perfekter Information sind Brettspiele wie Schach, Mühle und Backgammon. Gegenbeispiele sind Kartenspiele wie Skat und Poker sowie Spiele mit simultanen Zügen wie Schere-Stein-Papier.
Eine spezielle Klasse von zufallsfreien Zwei-Personen-Nullsummenspielen mit perfekter Information sind Gegenstand der Kombinatorischen Spieltheorie.

### Perfektes Erinnerungsvermögen
Bei Spielen mit perfektem Erinnerungsvermögen sind jedem Spieler die Informationen, die ihm zum Zeitpunkt einer zuvor von ihm getroffenen Entscheidung bekannt waren, auch bei späteren Entscheidungen weiterhin bekannt.
Dass diese Bedingung nicht zwangsläufig ist, zeigen Spiele wie Skat: Dort spielt der Alleinspieler gegen ein Team, das sich zwar interessensmäßig wie ein einzelner „Spieler“ verhält, dessen Mitglieder aber jeweils nur die eigenen Karten kennen und damit nicht alle Informationen besitzen, die dem Teampartner bei seinen zuvor getroffenen Entscheidungen bekannt waren.
In Spielen mit perfektem Erinnerungsvermögen kann jeder Spieler zu jeder gemischten Strategie eine in Bezug auf die zu erwartenden Auszahlungen äquivalente Verhaltensstrategie finden, bei welcher der Zufallseinfluss der Strategieauswahl „lokal“ realisiert wird: Dazu wählt der Spieler zu jeder Zugentscheidung, die er in einem Spiel gegebenenfalls zu treffen hat, eine Wahrscheinlichkeitsverteilung.

## Ausblick
Die Spieltheorie versucht insbesondere, rationale Verhaltensweisen in Spielen zu charakterisieren. Wie sich diese gestalten, etwa im Hinblick auf Existenz und Eindeutigkeit, hängt von den Eigenschaften des entsprechenden Spiels ab.
Bekannte Anwendungen sind u. a. Konzeptionen von Versteigerungen, z. B. von Rundfunk- und Mobilfunklizenzen.
Ein Beispiel für ein Konzept einer allseitigen Rationalität ist das so genannte Nash-Gleichgewicht. Im Falle eines Zwei-Personen-Nullsummenspiels mit perfekter Information ist die dazugehörige Auszahlung eindeutig bestimmt und kann bei Spielen in extensiver Form mit dem Minimax-Algorithmus berechnet werden.